# Phyllis King
Phyllis King, nota anche come Phyllis Mudford King (Londra, 23 agosto 1905 – Horley, 27 gennaio 2006), è stata una tennista britannica.

## Biografia
Nata come Phyllis Evelyn Mudford da una famiglia benestante da ragazza ha frequentato la Sutton High School, è stato dato il suo nome a una delle quattro case in cui è divisa la scuola. Ha sposato Maurice King e ha usato per la maggior parte della carriera il cognome da coniugata.

## Carriera
Ha ottenuto i risultati migliori nel Torneo di Wimbledon, nel 1930 ha raggiunto i quarti di finale in singolare e la semifinale nel doppio misto mentre l'anno successivo ha conquistato il doppio femminile in coppia con Dorothy Shepherd-Barron.
Vanta una semifinale agli U.S. National Championships 1935 dove si arrese alla campionessa Helen Hull Jacobs mentre a Wimbledon 1937 giocò un'altra finale nel doppio femminile ma, in coppia con Elsie Pittman, venne sconfitta in due set da Simonne Mathieu e Billie Yorke.
Ha rappresentato la Gran Bretagna in Wightman Cup per quattro edizioni diverse conquistando un punto decisivo nell'edizione del 1930.

## Finali del Grande Slam

### Doppio femminile

#### Vittorie (1)
| Anno | Torneo                      | Superficie | Compagna                | Avversarie in finale       | Punteggio     |
| 1931 | Torneo di Wimbledon, Londra | Erba       | Dorothy Shepherd-Barron | Doris Metaxa Josane Sigart | 3–6, 6–3, 6–4 |

#### Finali perse (1)
| Anno | Torneo                      | Superficie | Compagna      | Avversarie in finale         | Punteggio |
| 1937 | Torneo di Wimbledon, Londra | Erba       | Elsie Pittman | Simonne Mathieu Billie Yorke | 3–6, 3–6  |